# デイヴェルソン・ブルン・シウヴァ・アコスタ
デイヴェルソン・ブルン・シウヴァ・アコスタ（Deyverson Brum Silva Acosta，1991年5月8日 - ）は、ブラジル・リオデジャネイロ出身のサッカー選手。クイアバEC所属。ポジションはフォワード。

## 経歴
2012年9月5日、SLベンフィカと3年契約を結びBチームに所属した。
2013年8月6日、CFベレネンセスと4年契約を結んだ。24試合に出場し11得点を挙げたことが認められ、2015年2月2日にブンデスリーガの1.FCケルンに期限付き移籍した。
2015年7月27日、ラ・リーガのレバンテUDに4年契約を結んだ。
2016年7月21日、ラ・リーガのデポルティーボ・アラベスに期限付き移籍した。9月10日のFCバルセロナ戦では先制点を挙げ、2-1の勝利に貢献した。
2017年7月11日、SEパルメイラスと5年契約を結びブラジルに戻った。
2021年11月28日、CRフラメンゴとのコパ・リベルタドーレス決勝で延長戦にチームを優勝に導く勝ち越しゴールを上げた。
2022年8月4日、クイアバECに移籍した。